# Marcin Zaleski
Marcin Zaleski (1796 – 16 settembre 1877) è stato un pittore polacco, rappresentante del neoclassicismo, considerato il più grande vedutista polacco del XIX secolo.
Dipinse principalmente i paesaggi urbani di Varsavia, Cracovia e Vilnius.

## Biografia
Zaleski nacque a Cracovia. Ricevette la sua formazione a Cracovia e Varsavia. Nel 1817-1822 Zaleski lavorò poi come decoratore in un teatro di Varsavia mentre produceva copie di dipinti. Nel 1828 l'artista espose per la prima volta una propria opera e ricevette una borsa di studio per continuare la sua formazione come pittore. Ha poi continuato ancora a studiare pittura in Germania, Francia e Italia. Fu anche tra i primi dagherrotipisti a Varsavia. Ha scattato le prime fotografie intorno al 1840, anche se non sono sopravvissute fino ai giorni nostri e non si sa cosa rappresentassero esattamente. Nel 1846 l'artista divenne professore di prospettiva alla Scuola di Belle Arti di Varsavia. Zaleski morì a Varsavia nel 1877 all'età di 80 anni e fu sepolto nel cimitero Powązki.

## Opere
Zaleski è particolarmente noto per le opere raffiguranti vedute della città e l'architettura di Varsavia, Cracovia e Vilnius. Le sue opere si possono trovare al Museo Nazionale di Varsavia, in Polonia, al Museo Adam Mickiewicz in Turchia e al Palazzo Gomel, tra gli altri. Tra le opere di Zaleski c'è anche una serie di dipinti sulla rivolta di novembre a Varsavia, di cui fu testimone oculare. Le rappresentazioni dei suoi dipinti, insieme a quelli di Bernardo Bellotto, sono stati utilizzati per ricostruire edifici storici di Varsavia danneggiati o distrutti durante la seconda guerra mondiale.
Nel 2019 il Museo Nazionale di Varsavia ha ritrovato il dipinto a olio Interno del Duomo di Milano di Zaleski, scomparso dopo la Rivolta di Varsavia del 1944: esso fu ritrovato a Vienna nel 2018 e riportato nel paese grazie agli sforzi del Ministero della Cultura e del Patrimonio Nazionale della Polonia. Al museo si tenne una cerimonia ufficiale di consegna alla presenza del Ministro della Cultura Piotr Gliński per celebrare il ritorno dell'opera d'arte che si credeva perduta.

## Galleria d'immagini

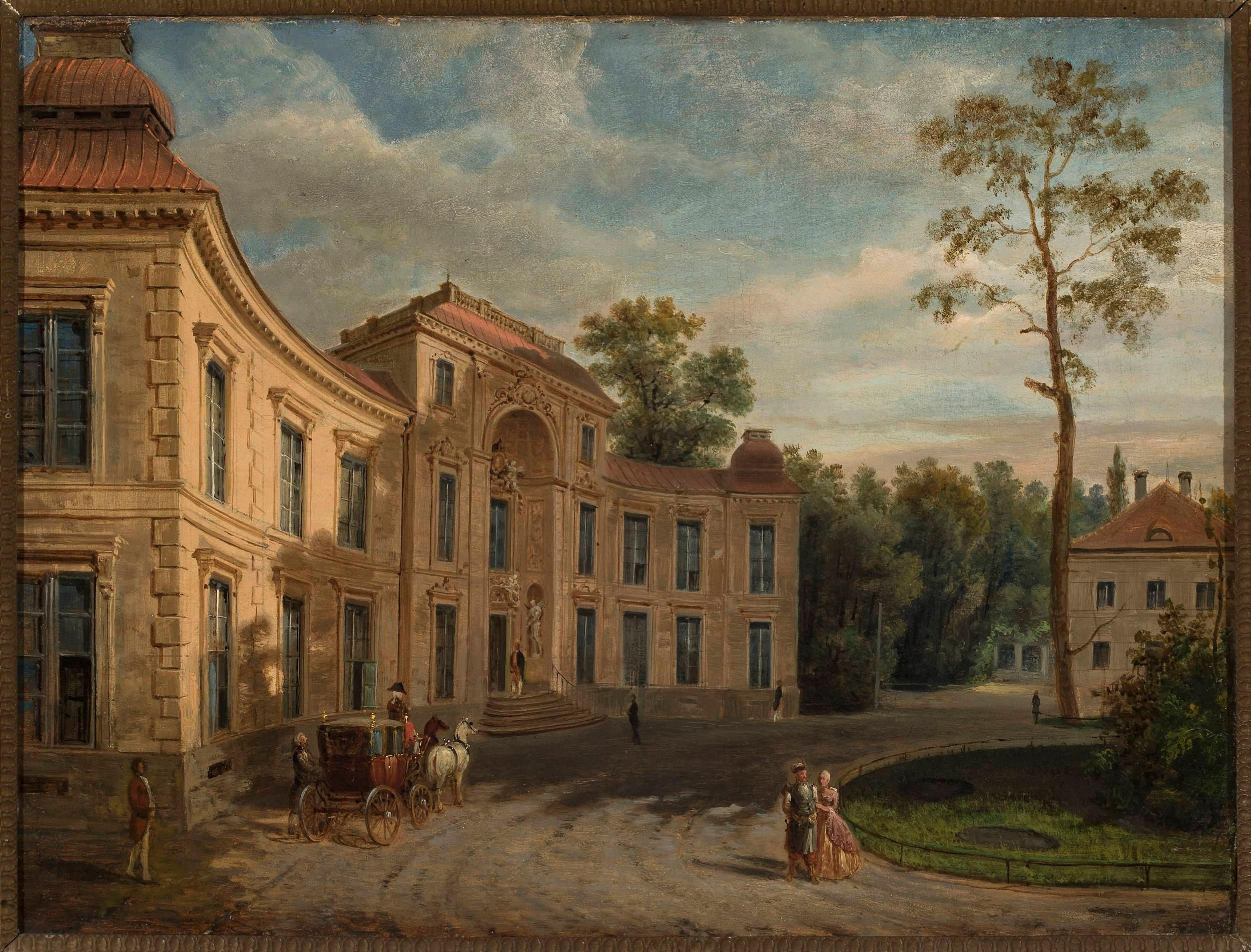
Palazzo Myślewicki nel Parco Łazienki, 1870
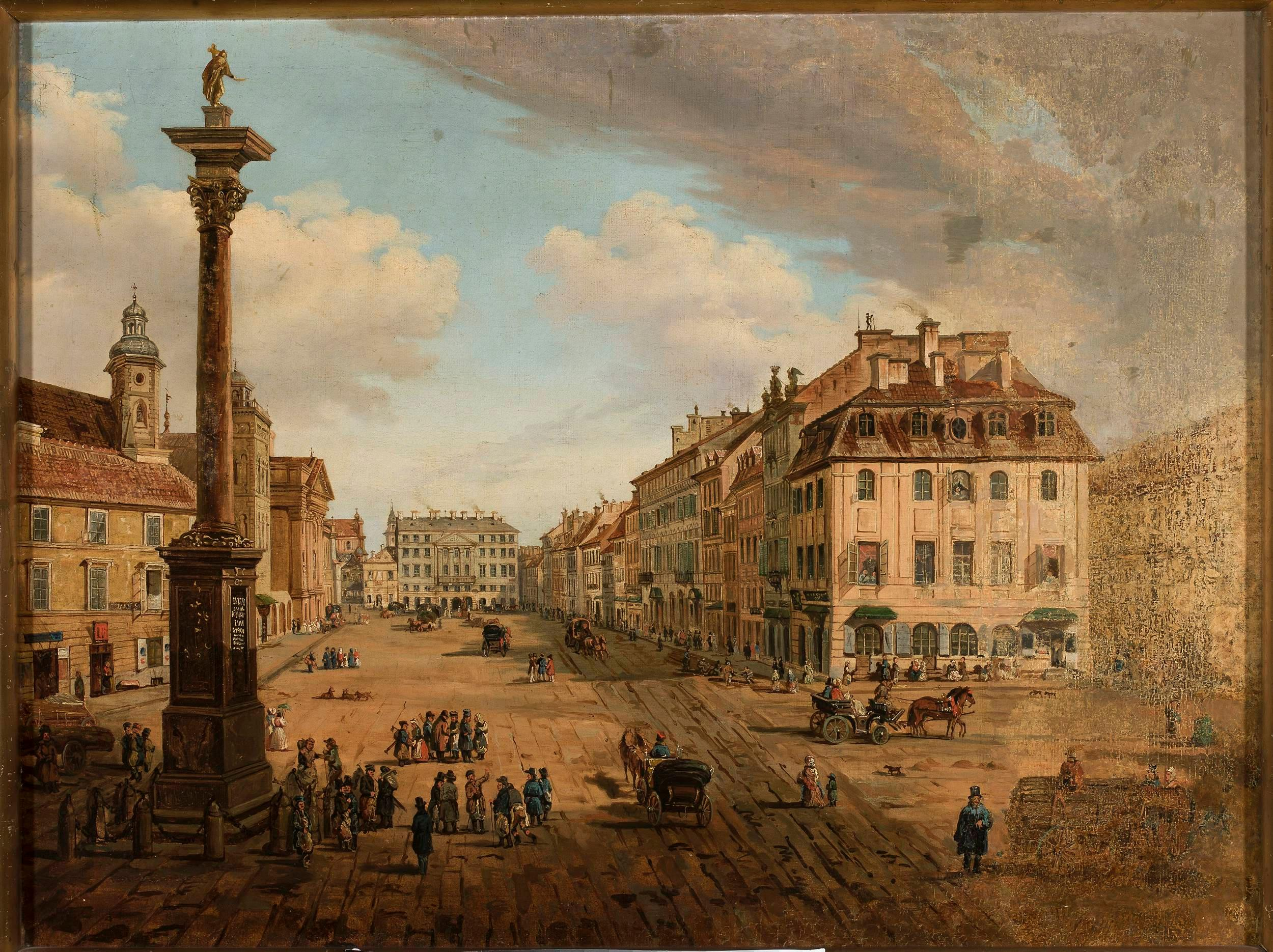
Vista dalla Piazza del Castello a Krakowskie Przedmieście, ca. 1838
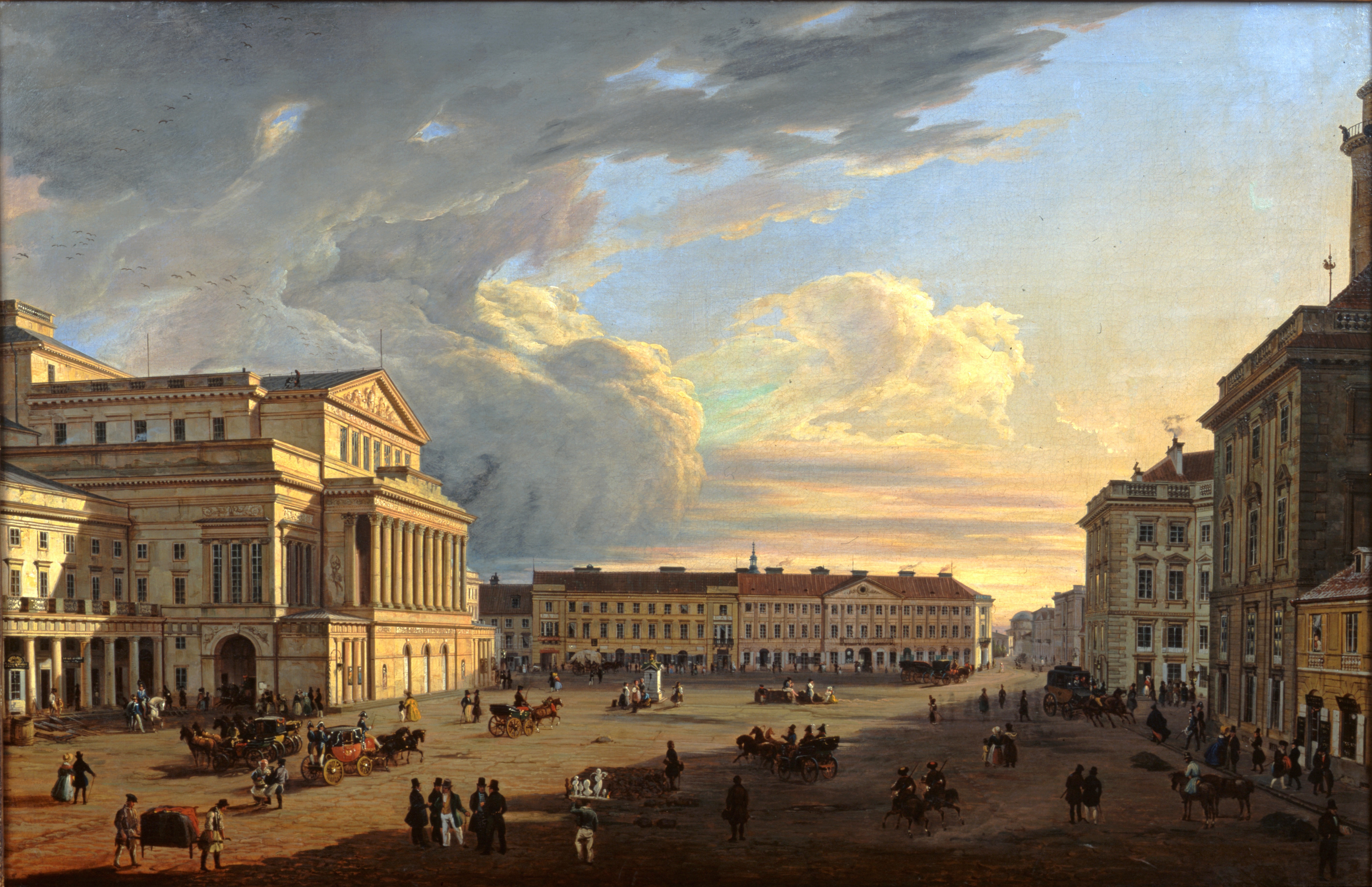
Piazza del Teatro a Varsavia, 1838
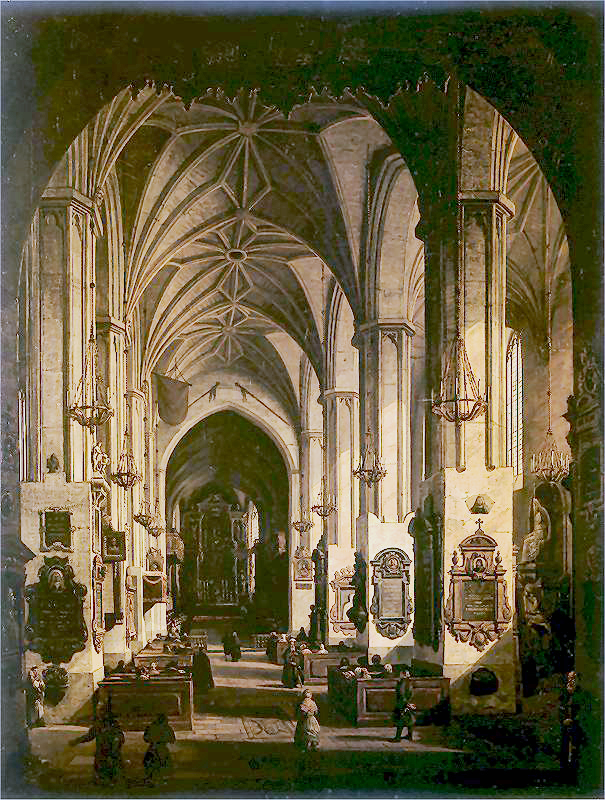
Cattedrale di San Giovanni, ca. 1840
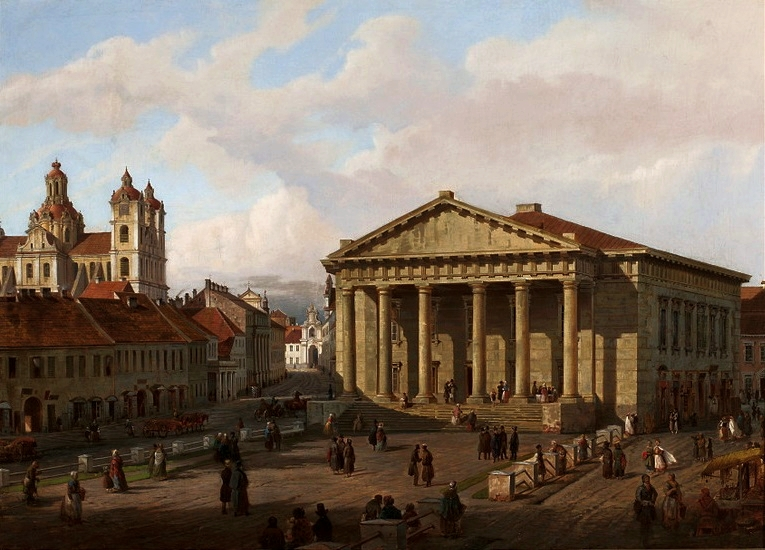
Municipio di Vilnius, ca. 1846
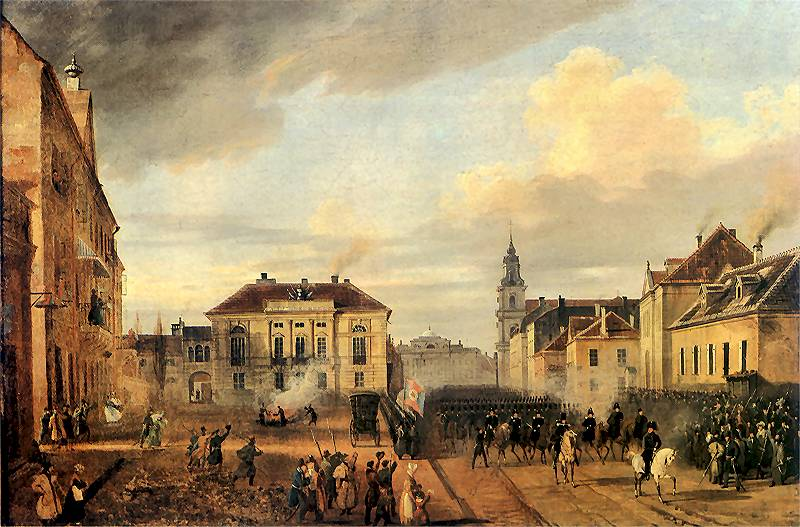
Il ritorno delle squadre dell'esercito polacco da Wierzbno, 1831
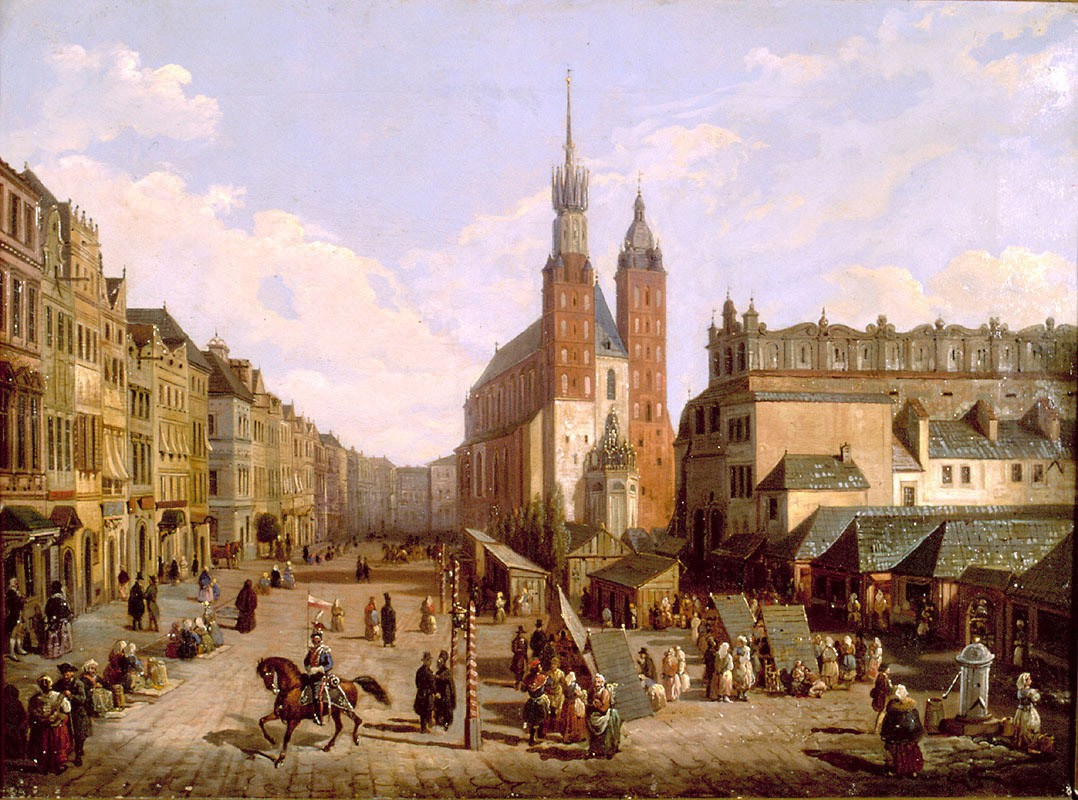
La piazza del mercato di Cracovia, 1836
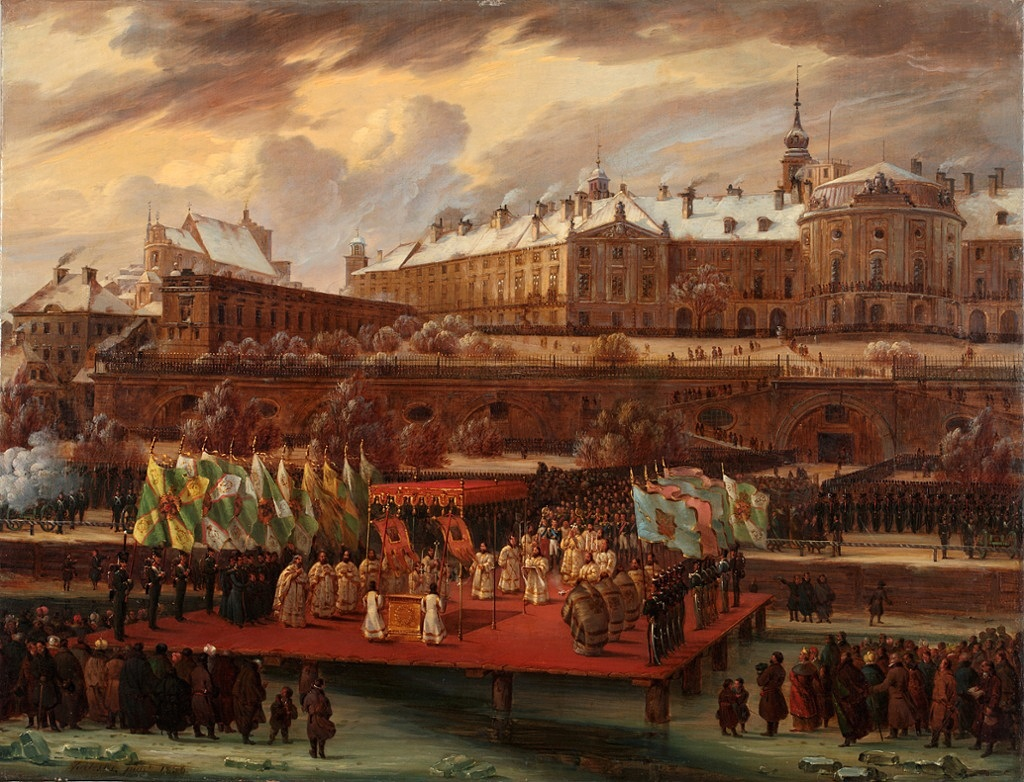
La festa della Giordania, 1836